# Genesee River

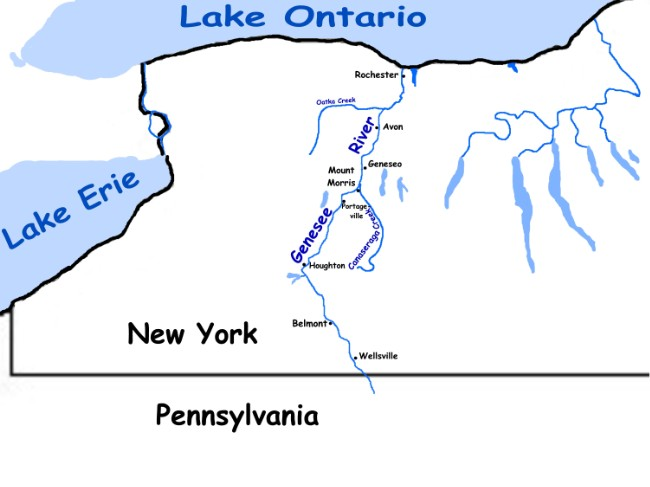
Karta över Genesee River

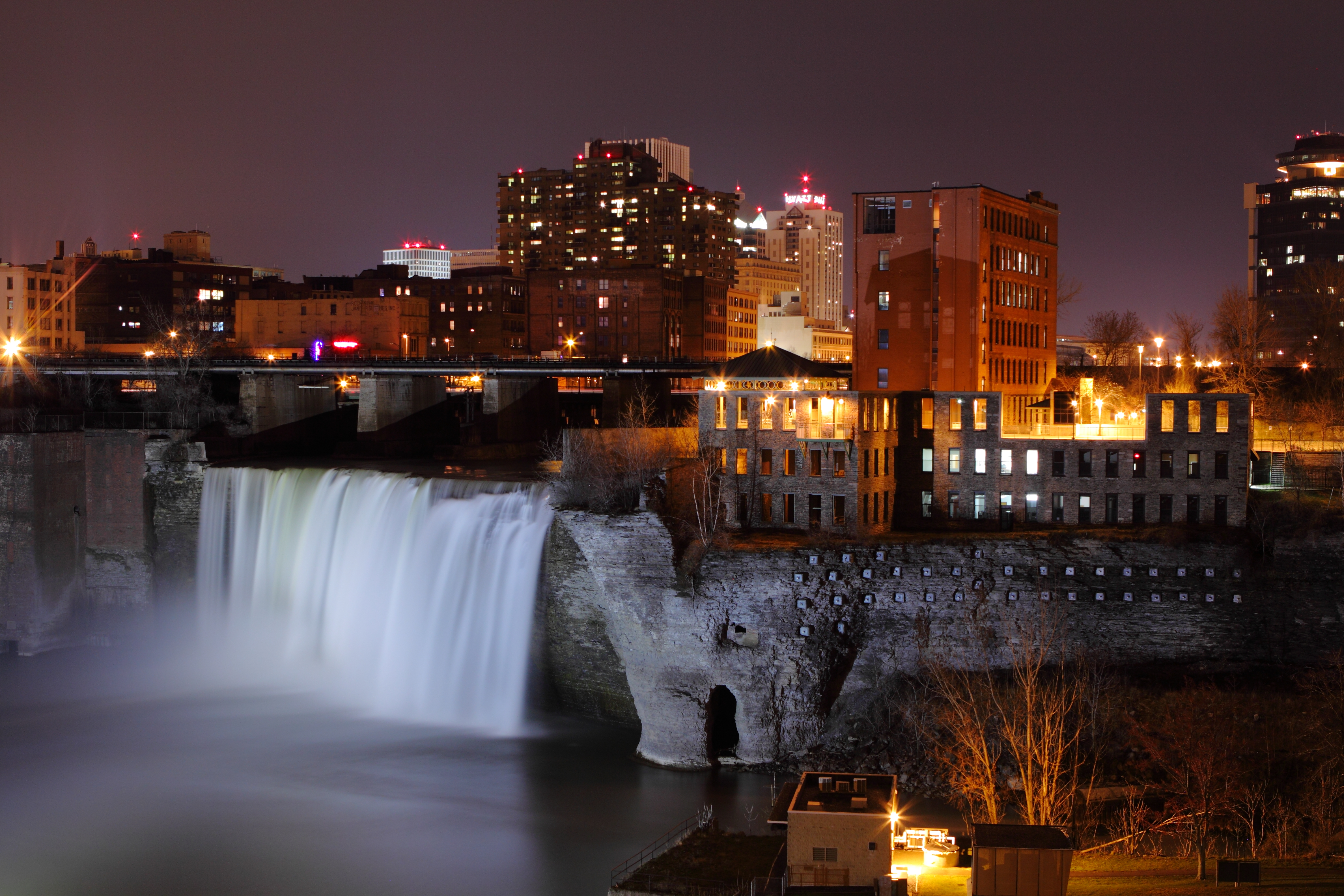
Vattenfallet vid staden Rochester

Genesee River är en 233 km lång flod i norra USA.
Floden rinner upp i norra Pennsylvania, flyter i nordlig riktning genom delstaten New York och faller ut i Ontariosjön 12 km nedanför Rochester, där den nästan mitt i staden bildar ett lodrätt, omkring 30 meter högt vattenfall. Något längre nedströms i staden finns två andra vattenfall.
Tidigare gick Eriekanalen över floden i en 260 meter lång och 14 meter hög akvedukt, som idag används som vägbro. I flodens övre lopp finns djupt inskurna dalar. Dessa betecknas ibland som The Grand Canyon of the East.